# Гаськово
Гаськово — деревня в Унечском районе Брянской области в составе Найтоповичского сельского поселения.

## География
Находится в центральной части Брянской области на расстоянии приблизительно 17 км на юг по прямой от районного центра города Унеча.

## История
Основана в XVII веке, в XVII—XVIII веках входила в 1-ю полковую сотню Стародубского полка. При попытке отдачи во владение Рябцевского монастыря (1717 год) крестьянское население ушло из деревни, и она опустела. Позднее деревня возродилась как хутор. В середине XX века работал колхоз «Ленинский путь». В 1859 году здесь (хутор Стародубского уезда Черниговской губернии) учтено было 34 двора, в 1892—61.

## Население
Численность населения: 250 человек (1859 год), 344 (1892), 25 человек (русские 100 %) в 2002 году, 11 в 2010.